# Nancy Jan Davis
Nancy Jan Davis dr. (lánykori neve: Nancy Jan Smotherman) (Cocoa Beach, Florida, 1953. november 1.–) amerikai űrhajósnő. Férje Mark Charles Lee űrhajós.

## Életpálya
1975-ben a Georgia Institute of Technology keretében alkalmazott biológiából diplomázott. 1977-ben az Auburn Egyetemen gépészmérnöki oklevelet kapott. A Texaco Bellaire keretében kőolaj kitermeléssel foglalkozott. 1979-től a NASA Marshall Space Flight Center repülőgép mérnöke. 1983-ban az  University of Alabama (Huntsville) keretében doktorált. 1985-ben megvédte doktori diplomáját. 1986-ban csapata kapta, hogy a Hubble űrtávcső (HST) javításának és tesztelésének programját állítsák össze.
1987. június 5-től a Lyndon B. Johnson Űrközpontban részesült űrhajóskiképzésben. Kiképzést kapott a Canadarm (RMS) manipulátor kar működtetéséből. 1997-től a Human Exploration and Development of Space (HEDS) igazgatója. A NASA-tól független programokat értékelt, irányított és rendelt világűri szolgálatra. Három űrszolgálata alatt összesen 28 napot, 2 órát és 7 percet (674 óra) töltött a világűrben. Űrhajós pályafutását 1999. június 21-én fejezte be. A Marshall Space Flight Center igazgatójaként a Nemzetközi Űrállomás (ISS) programjainak (robotkarok alkalmazása) koordinátora. A Jacobs Engineering Group alelnöke és vezérigazgató-helyettese.

## Űrrepülések
- STS–47, az Endeavour űrrepülőgép 2. repülésének küldetés specialistája. A NASA politikájával ellentétben az első házaspárként repült férjével. Kilencedik alkalommal szállította a világűrbe a Spacelab mikrogravitációs laboratóriumot, melyben a nemzetközi legénység többek között biológiai és anyagtudományi kísérleteket végzett. Az elvégzett 44 kísérlet közül 35-öt a Japán Űrügynökség finanszírozott. Negyedik űrszolgálata alatt összesen 7 napot, 22 órát, 30 percet és 23 másodpercet (190 óra) töltött a világűrben. 5 265 523 kilométert repült, 126 alkalommal kerülte meg a Földet.
- STS–60, a Discovery űrrepülőgép 18. repülésének küldetés specialistája. Az első közös amerikai/orosz küldetés orosz képviselője Szergej Konsztantyinovics Krikaljov. A Spacelab mikrogravitációs laboratóriumban orvosi és anyagtudományi kísérleteket végeztek. A legénységnek nem sikerült a Wake Shield Facility (WSF) platformot (zárt laboratórium) kihelyezni a világűrbe, a robotkar segítségével csak kiemelték a tehertérből. Egy űrszolgálata alatt összesen 8 napot, 7 órát és 9 percet (199 óra) töltött a világűrben. 5 535 667 kilométert (3 439 704 mérföldet) repült, 130  alkalommal kerülte meg a Földet.
- STS–85, a Discovery űrrepülőgép 23. repülésének küldetés specialistája. A telepítette, majd visszanyerte az Atmosphere-Shuttle Pallet Satellite-2 (CRISTA-SPAS-2) űreszközt (légkörkutató). Tesztelte az új Japán manipulátor alkalmazhatóságát. Egy űrszolgálata alatt összesen 11 napot, 20 órát és 28 percet (284 óra) töltött a világűrben. 7 600 000 kilométert (4 700 000 mérföldet) repült, 189 kerülte meg a Földet.

## Szakmai sikerek
- Több szabadalmát alkalmazzák az űrkutatás területein.